# مرض ماريك
مرض ماريك، هو مرض ورمي فيروسي شديد العدوى بين الدجاج. سُمِّيَ المرض على اسم جوزيف ماريك، وهو طبيب بيطري مجري. ينتج مرض ماريك عن فيروس ألفا هربس المعروف باسم فيروس مرض ماريك أو جاليد فيروس ألفا هربس 2. يتميز المرض بتطور لمفوما خلايا تائية وارتشاح الأعصاب والأعضاء بالخلايا اللمفاوية. يبدو أن الفيروسات القريبة من فيروس مرض ماريك حميدة، ولهذا يمكن استخدامها كلقاح للوقاية من مرض ماريك. على سبيل المثال، لا يسبب فيروس هربس الديك الرومي أي مرض واضح لدى الديك الرومي، وهو مستخدم على هذا الأساس كلقاح للوقاية من مرض ماريك. قد تكون الطيور المصابة بجاليد فيروس ألفا هربس2 حاملة وطارحة للفيروس مدى الحياة. تحمي الأجسام المضادة الأموية الفراخ الصغار لبضعة أسابيع. بعد الإصابة، تظهر الآفات المجهرية بعد أسبوع إلى أسبوعين، وتظهر الآفات واضحةً للعين المجردة بعد ثلاثة إلى أربعة أسابيع. ينتشر الفيروس عبر وبغ بصيلات الريش وينتقل عن طريق الاستنشاق.

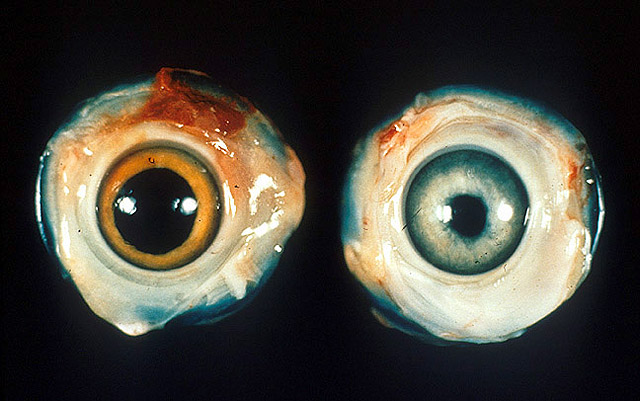
صورة: اليسار - عين الدجاج العادية. على اليمين- عين دجاجة مصابة بمرض ماريك

## المتلازمات
تحدث ست متلازمات معروفة بعد الإصابة بمرض ماريك، وقد تتداخل هذه المتلازمات بين بعضها البعض.
يتسبب مرض ماريك الكلاسيكي أو الورم العصبي اللمفي في شلل غير متناظر في طرف واحد أو أكثر. مع إصابة العصب المبهم، قد تحدث صعوبة في التنفس أو تمدد في القانصة. إلى جانب الآفات في الأعصاب الطرفية، يحدث ارتشاح أو أورام لمفاوية في الجلد والعضلات الهيكلية والأعضاء الحشوية في معظم الحالات. بشكل عام وشائع، يتأثر المبيض والطحال والكبد والكليتين والرئتين والقلب والأمعاء والغدة الكظرية.
مرض ماريك الحاد، هو تفشي المرض في قطيع غير مصاب أو غير محصن سابقًا، مما يسبب تضاؤل وشلل وموت عدد كبير من الطيور (حتى 80%). يكون سن بدء المرض أبكر بكثير من الشكل الكلاسيكي؛ إذ تتأثر الطيور بعمر أربعة إلى ثمانية أسابيع بالمرض. يُلاحظ في هذا الشكل ارتشاح أعضاء وأنسجة متعددة أيضًا.
يسبب الورم اللمفاوي العيني ارتشاح الخلايا اللمفاوية في القزحية (مما يجعل القزحية تتحول إلى اللون الرمادي) وعدم تناظر حجم البؤبؤ في العينين والعمى.
يتسبب مرض ماريك الجلدي في حدوث آفات مستديرة صلدة في بصيلات الريش.
يحدث تصلب الشرايين في الدجاج المصاب تجريبيًا.
كبت المناعة: يمنع ضعف الخلايا اللمفاوية التائية الاستجابة المناعية الكافية ضد العوامل الممرضة، ولتصبح الطيور المصابة أكثر عرضة للإصابة بالأمراض مثل الكوكسيديا وعدوى الإشريكية القولونية. بالإضافة إل ذلك، ستتوقف المناعة الخلطية التي توفرها السلالات البائية من جراب فابريسيوس بدون تحفيز المناعة المتواسط بالخلايا، وهذا سيعطينا طيورًا مكبوتة المناعة بشكل كامل.